# إدموند تساتوريان
إدموند تساتوريان Edmund Tsaturyan (18 مارس 1937 - 14 مايو 2010) سياسي أرمني. التحق بجامعة البوليتكنيك الوطنية في أرمينيا .  خدم كعضو في حزب الشعب الأرميني في الجمعية الوطنية لأرمينيا من 1999 إلى 2003.  توفي في مايو 2010 في يريفان ، عن عمر يناهز 73 عامًا. 